# Тини - Голямата промяна на Виолета
„Тини – Голямата промяна на Виолета“ (на английски: Tini: The Movie) е испано-италиански филм от 2016 г. на режисьора Хуан Пабло Бускарини и проследява живота на героинята Виолета след сериала Виолета (сериал). В ролите отново са актьорите Мартина Стоесел, Хорхе Бланко, Мерцедес Ламбре, Клара Алонсо и Диего Рамос.

## Сюжет
Оставяйки сама, Виолета предприема едно пътуване до италианската провинция, където се впуска в съвсем ново приключение в едно безкрайно лято, което ще я определи като човек, ще я извиси като нов изпълнител и ще открие себе си.

## Актьорски състав
- Мартина Стоесел – Виолета/Тини
- Хорхе Бланко – Леон
- Мерседес Ламбре – Людмила
- Диего Рамос – Херман
- Клара Алонсо – Анджи
- Адриан Салцедо – Кайо
- София Карсън – Мелани
- Ридер ван Котен – Раул
- Леонардо Чеки – Саул
- Джорджина Аморос – Елоиса
- Беатрич Арнера – Миранда
- Паскуале ди Нуцо – Стефано
- Франсиско Вичана – Роко
- Анджела Молина – Изабела

## Дублаж
През септември 2017 филмът е излъчен по HBO 2 с български дублаж осъществен в „Доли Медия Студио“. Екипът се състои от:
| Преводач            | Кати Бобева                                                              |
| Режисьор на дублажа | Йоана Микова                                                             |
| Тонрежисьор         | Евгени Манев                                                             |
| Озвучаващи актьори  | Мина Костова Ася Рачева Мими Йорданова Константин Каракостов Иван Велчев |

Излъчен е повторно на 9 септември 2019 и на 9 януари 2021 по Кино Нова със същия дублаж.